# Buffalo Soldier (leger)

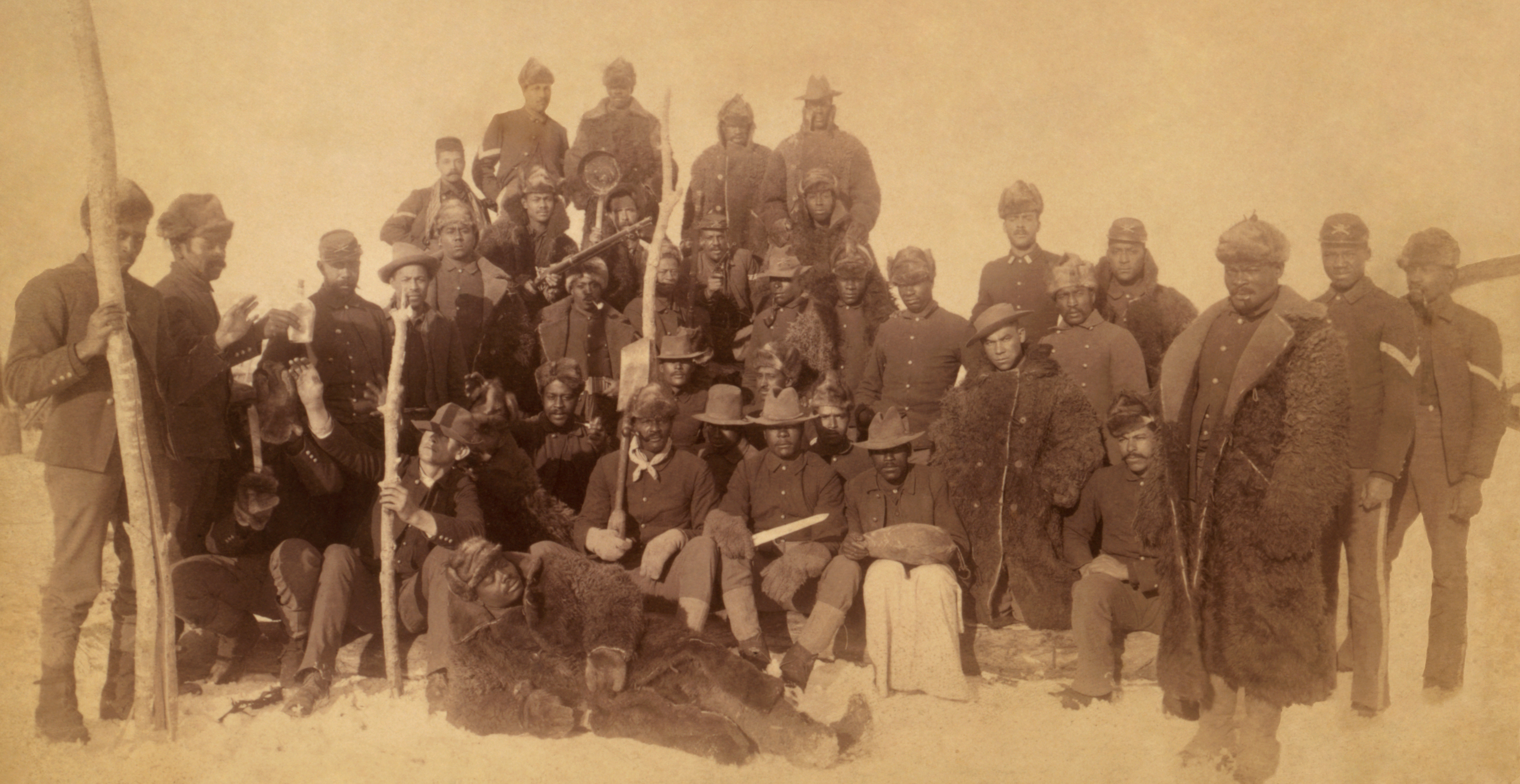
Buffalo Soldiers van het 25e infantry Regiment in Fort Keogh, 1890

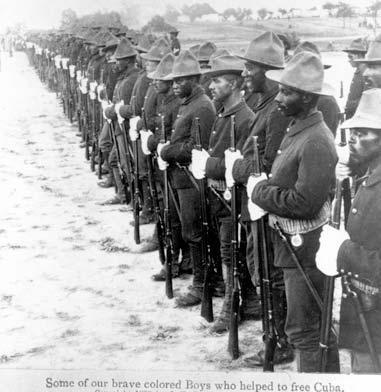
Buffalo Soldiers uit de Spaans-Amerikaanse Oorlog

Buffalo Soldiers is een benaming die gegeven werd aan de soldaten van speciale, geheel uit Afro-Amerikanen bestaande legereenheden van de United States Army, welke vanaf september 1866 werden opgericht. Hoewel tijdens de Amerikaanse Burgeroorlog ook al Afro-Amerikaanse soldaten meevochten, waren de Buffalo Soldiers de eerste volledig uit Afro-Amerikanen bestaande legereenheid die in vredestijd gevormd werd. De oprichting van de eenheid gebeurde na goedkeuring van het Amerikaans congres, beginnend met het U.S. 10th Cavalry Regiment. Later volgden nog andere cavalerie-eenheden, waaronder:
- 9th Cavalry Regiment
- 24th Infantry Regiment
- 25th Infantry Regiment

De naam werd waarschijnlijk bedacht door de Indianen die tegen deze soldaten vochten in de Indianenoorlogen. Hoe de naam precies in gebruik raakte is niet met zekerheid te zeggen. Over het algemeen wordt aangenomen dat de Cheyenne de naam als eerste gebruikten, in de winter van 1877. De naam kwam van het feit dat het zwarte kroeshaar van de soldaten volgens de Indianen deed denken aan de vacht van een Amerikaanse bizon, in het Engels ook buffalo genaamd. Volgens schrijver Walter Hill zou echter kolonel Benjamin Grierson, die het 10e regiment oprichtte, een belangrijk aandeel gehad hebben in de introductie van de bijnaam.
Van de jaren 60 tot vroege jaren 90 van de 19e eeuw waren de Buffalo Soldiers gestationeerd in het zuidwesten van de Verenigde Staten en de Great Plains. Ze namen deel aan de meeste militaire acties in deze regio’s, vooral tegen de Indianenstammen. Nadat de Indianenoorlogen waren afgelopen, bleven de Buffalo Soldiers in dienst. Ze vochten ook mee in de Spaans-Amerikaanse Oorlog van 1898. In 1918 nam het 10e regiment ook deel aan de slag bij Ambos Nogales in de Eerste Wereldoorlog. Begin 20e eeuw werden de leden echter steeds meer als arbeiders, en steeds minder als soldaten ingezet. Tijdens de Tweede Wereldoorlog werden de regimenten opgeheven.
De Buffalo Soldiers waren vaak het slachtoffer van racisme binnen het Amerikaanse leger en kregen het regelmatig aan de stok met blanke Amerikaanse burgers in de gebieden waar ze waren gelegerd.
Op 6 september 2005 stierf Mark Matthews, het laatste nog levende lid van de Buffalo Soldiers, op 111-jarige leeftijd.
Matthews ligt begraven op Arlington National Cemetery. De burgemeester van Washington D.C. sprak op zijn begrafenis.